# Distrito de Ancón
El distrito de Ancón es uno de los cuarenta y tres distritos que conforman la provincia de Lima, ubicada en el departamento homónimo, en el Perú. Limita al norte, con el distrito de Aucallama, provincia de Huaral; al noreste, con el distrito de Huamantanga, provincia de Canta; al este, con el distrito de Carabayllo; al sur, con el distrito de Puente Piedra y el distrito de Ventanilla, provincia constitucional del Callao; al suroeste, con el distrito de Santa Rosa; y al oeste, con el océano Pacífico.
Se ubica a 43 kilómetros al norte del centro histórico de Lima, y es un balneario histórico. Dentro de la división eclesiástica de la Iglesia Católica del Perú, pertenece a la Diócesis de Carabayllo.

## Etimología
Básicamente la palabra Ancón significa ensenada, también proviene del nombre antiguo del pueblo de pescadores del puerto de Lancón. Es la capital y único centro urbano del distrito homónimo de la provincia de Lima, el más septentrional y extenso de la misma.

## Historia

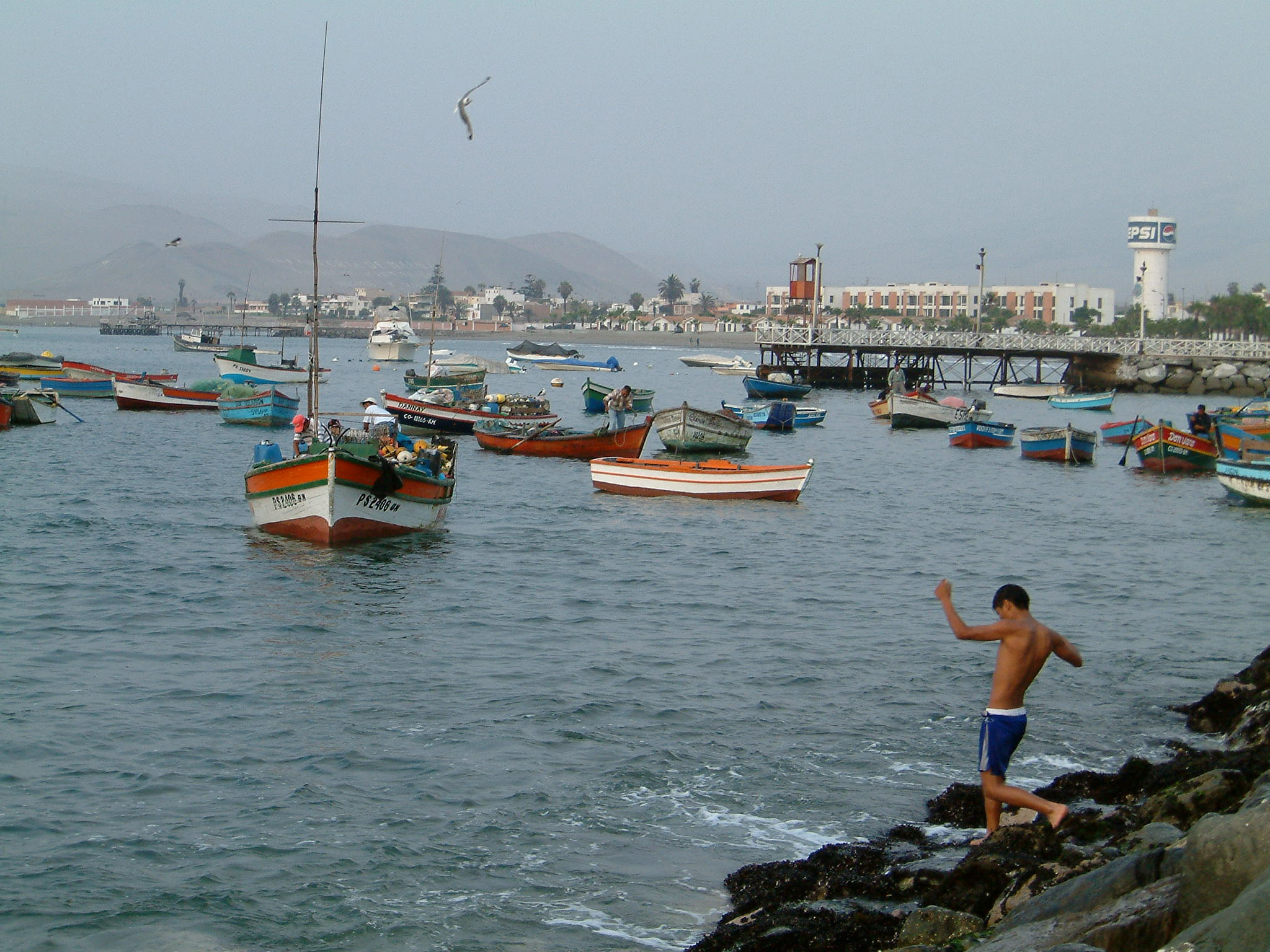
Puerto de Ancón.

Ancón fue creado como un pueblo de pescadores hace 4000 años por la civilización indígena Ancón-Supe, una de las más antiguas de la costa peruana. Durante la colonia hispana, el lugar fue conocido como "Pueblo de Pescadores de Lancón". Sus pacíficas aguas son llamativas para quienes gustan de los deportes de aventura y la navegación.
Atesora en sus predios los restos arqueológicos más importantes de la costa peruana, conocido como el complejo arqueológico de Ancón. En 1870, fueron descubiertas las primeras tumbas de una gran necrópolis cuando se realizaban los trabajos de excavación para la construcción del ferrocarril hacia Huacho, continuó con las excavaciones y los estudios. Las conclusiones fueron que en el área existían restos de tres épocas bien definidas. Una muy antigua con influencia Chavín de Huántar, una intermedia con elementos de la Cultura Huaura, y otra reciente dominada por las culturas Chancay e Inca.
En 1959, el arqueólogo Jorge C. Muelle encontró restos precerámicos debajo de las capas chavinoides y remontó la prehistoria de Ancón a varios miles de años a. C.
La bahía de Ancón ha sido utilizada como puerto natural en diversas ocasiones. Una de ellas fue durante la Guerra del Pacífico, conflicto bélico que Perú y Bolivia tuvieron con Chile en el período 1879-1883. Incluso, allí se firmó el histórico tratado que diera fin a esa contienda el 20 de octubre de 1883. Desde 2005, el distrito de Ancón es sede del penal de Piedras Gordas, el más moderno del Perú.
Estos antecedentes históricos, sumado a la pluriculturalidad de su población de hoy en día (básicamente emigrantes del norte y oriente del Perú), motiva controversias en la instalación de Megaproyectos de Inversión quienes aducen el maltrato a la ecología de la bahía, y otros que apoyan la necesidad de obtener éstas inversiones, como lo ocurrido con la Empresa Santa Sofía Puertos S.A. en su intención de construir un Terminal Portuario.

## Atractivos de Ancón

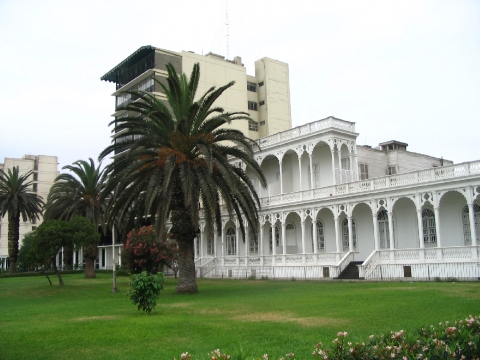
Obelisco Casa de Ancón.

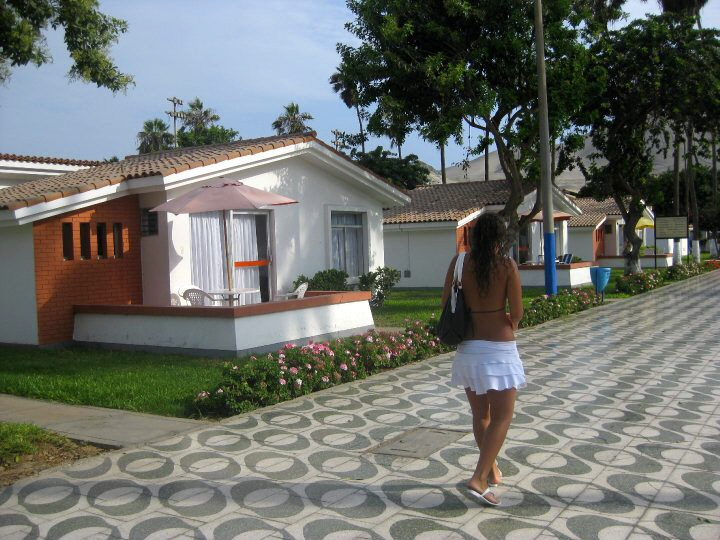
Barrio de Ancón.

Se trata de un balneario antiguo, que se encuentra conectado con el Cercado de Lima, por medio de la Autopista Panamericana Norte. Su mar es especialmente tranquilo y prácticamente sin olas en la parte del muelle, lo que facilita la permanencia de embarcaciones de placer tanto en el mar como en el muelle del Yacht Club Ancón.
Al norte de Ancón están las playas de Miramar, Las Conchitas, las Pocitas y Rocabeach; Playa las Conchitas considerada semillero de surfistas que es habitada desde hace más de 60 años por familias que fueron reubicadas desde Playa Hermosa por la Municipalidad y la Marina de Guerra del Perú, Las Pocitas que alberga centros de estudiantes y colegios internados y Rocabeach playa de rocas frecuentada por surfistas locales.
En su gran malecón, se mezclan edificios modernos con casonas del siglo XIX y principios del siglo XX. Hasta los años setenta, Ancón fue el balneario más exclusivo de Lima. Tras un periodo de crisis hasta los noventa, hoy en día la bahía de Ancón está en curso de remodelación y atrae nuevamente a limeños acaudalados.

### Museo de Sitio
El Museo de Sitio y Actividades Culturales de Ancón exhibe piezas cerámicas, textiles y fardos funerarios hallados durante más de un siglo de excavaciones realizadas en los varios sitios arqueológicos ubicados en la zona, algunos dioramas e infografías ilustran al visitante sobre la forma de vida de los antiguos pobladores de Ancón. Encargado del Museo es el Sr. Justo Cáceres.

### Ancón insular
Ubicado frente a Punta Mulatos, accidente costero localizado al extremo sur de la bahía de Ancón. Este arco de islas y promontorios son en total 10. Se hallan en el extremo sur más cercano a la costa.
Si bien a todo el conjunto se le denomina Grupo de Pescadores, el mismo se halla formado por los siguientes bloques: El Solitario, formado por los islotes La Viuda, Dos Hermanas, Pata de Cabra, Mal Nombre y Lobos; Las Huacas, dos millas hacia el oeste del conjunto anterior, se encuentra comprendido por dos islotes medianos y tres pequeños; Islas Grandes, a dos millas y media hacia el oeste del último grupo, se halla formado por las islas: Gallinazo, Grande y Torbadero.
Cada una de estas islas e islotes son el hábitat temporal o permanente de las aves marinas: gaviota peruana (Larus belcheri), guanay (Phalacrocorax bougainvillii), chuita (Phalacrocorax gaimardi), zarcillo (Larosterna inca), camanay (Sula nebouxii), piquero (Sula variegata), pelícano (Pelecanus occidenthalis), y mamíferos marinos como el lobo marino de pelo chusco (Otaria bironya), los cuales se concentran sobre todo en la isla conocida como Pescadores. La población promedio de lobos es de 50 ejemplares.
La mejor temporada para visitar estas islas son los meses que van de septiembre a marzo. Donde es la época en que las aves dejan de migrar, y se bañan y pescan en los alrededores de los islotes. Es un espectáculo que no tiene parangón.
El bote en el que se realiza el paseo recorre 15 millas de mar desde el puerto, que se halla a 200 metros de la plaza principal.

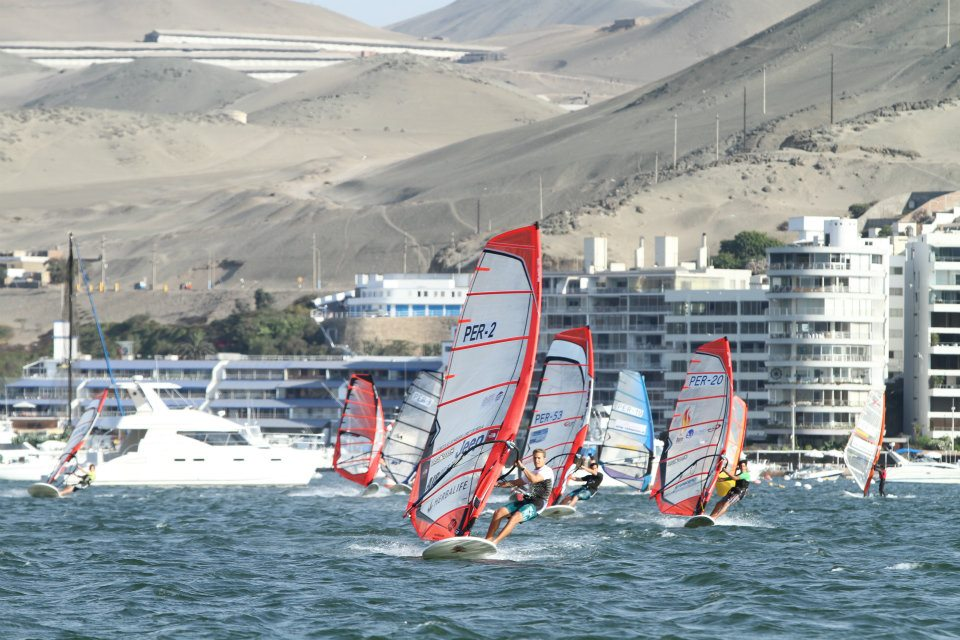
Ancón, sede de múltiples campeonatos de Vela en el Perú. Crédito: RC-Pictures / Asociación Peruana de Windsurf.

### Actividades náuticas
La bahía se caracteriza por contar con un mar muy calmado en el lado sur de la bahía y oleaje leve a moderado en el extremo norte de la misma, lo que permite la práctica de una gran variedad de deportes acuáticos, y paseo en yates y veleros recreativos.
En el lado sur de la bahía, especialmente cerca a Playa Hermosa y la bahía de San Francisco, el viento suele soplar durante la primavera, y la primera mitad del verano, con una intensidad agradable para la navegación (entre 10 y 20 nudos), lo que permite la práctica de deportes de vela como el Windsurf, Optimist, Sunfish, Láser, J-24, catamaranes y veleros de diferentes tamaños. Sin embargo, debido a que los vientos soplan de dirección de tierra hacia el mar, es recomendable para principiantes sólo bajo la supervisión de un instructor o navegante experimentado.
Una muestra de las buenas condiciones de viento en la bahía se mostró durante el campeonato Mundial de Windsurf, modalidad Formula Experience y Formula Windsurfing, realizado los días previos a año nuevo del 2008, evento en el que el peruano Nicolás Schreier logró el título de campeón Mundial en la categoría sénior, seguido del peruano Ricardo Guglielmino Pedreros.
Frente a Playa Hermosa se practica también el Kayak y el Stand Up Paddle Surf por las mañanas.
Y hacia el lado norte de la bahía, se encuentran las playas con oleaje que son concurridas por surfistas locales. Entre las más conocidas están las Conchitas, y unos 300 metros al norte una ola a la que los surfistas llaman Roka Beach. Ambas playas, revientan mejor con oleaje de dirección oeste o norte,ya que las crecidas del sur no entran a la bahía con facilidad.

## División Administrativa
El cuadro muestra el centro poblado que pertenece al distrito de Ancón
| Centro Poblado | Tipo de Centro Poblado |
| -------------- | ---------------------- |
| Ancón          | Urbano                 |

## Autoridades

### Municipales
- 2019 - 2022
  - Alcalde: John Barrera Bernui, Partido Político Somos Perú (SP).
  - Regidores:

| Cargo             | Titular                       | Partido Político   |
| ----------------- | ----------------------------- | ------------------ |
| Alcalde distrital | John Barrera Bernui           | Somos Perú         |
| Regidor distrital | Melody Alzamora León          | Somos Perú         |
| Regidor distrital | Luis Monzón Leyva             | Somos Perú         |
| Regidor distrital | Luis palacio rojas            | Somos Perú         |
| Regidor distrital | César Antonio Fernández López | Somos Perú         |
| Regidor distrital |                               | Somos Perú         |
| Regidor distrital | Melody Carema Alza            | Perú Patria Segura |
| Regidor distrital | Teodulo Julián Cotrina Bravo  | Siempre Unidos     |

### Religiosas

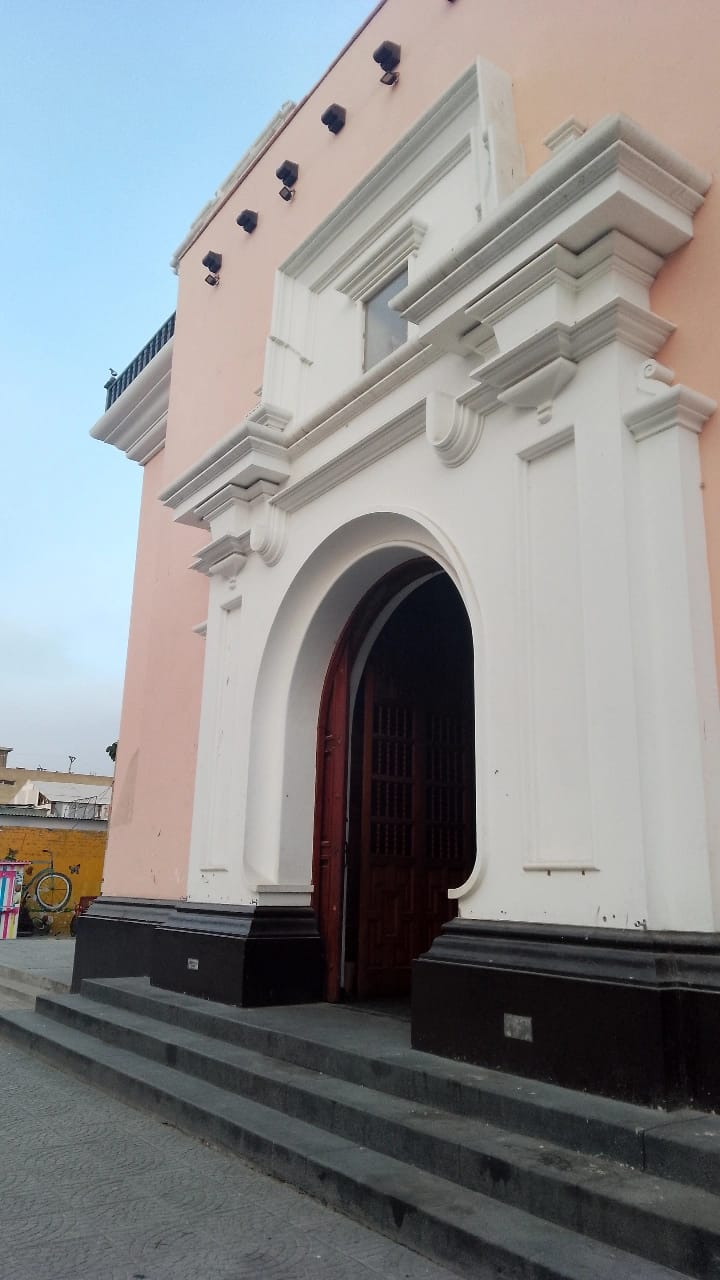
Puerta principal de la Parroquia de San Pedro.

### Religiosas[3]
- Puerta principal de la Parroquia de San Pedro.Parroquia San Pedro de Ancón
  - Párroco: Pbro. Peter Chau.
    - Iglesia: Manantial de vida

## Festividades
- Mayo (17,18,19): Cruz de lanchero
- Junio (29): San Pedro
- Agosto (5,14,15,16):Virgen de la Asunción de Chacas
- Octubre:
  - Virgen del Rosario (Patrona de Ancón).
  - Señor de los Milagros

## Hermamientos
- Alcorcón (Comunidad de Madrid, España)[4]